# Gonococ
El gonococ (Neisseria gonorrhoeae) és una espècie bacteriana gram negativa que forma diplococs. És l'agent causant de la gonorrea, malaltia de transmissió sexual, també és responsable de l'oftalmia neonatal. N. gonorrhoeae fou descrit per Albert Neisser el 1879. Es tracta d'un paràsit exclusiu dels humans, ja que no s'ha trobat en cap altra espècie. És un organisme molt sensible a la dessecació i a les radiacions UV, així doncs la seva transmissió es produeix per contacte íntim entre dues persones, generalment el coit.

## Microbiologia

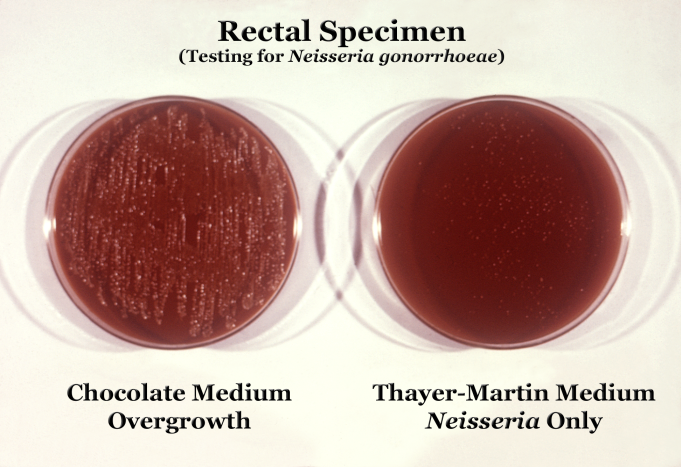
Neisseria gonorrhoeae cultivada en dos medis de cultiu diferents. En el cas de la fotografia el cultiu en agar xocolata (esquerra) s'observa un creixement molt expansiu de les colònies que no permet un bon aïllament. En medi Thayer Martin (dreta) les colònies són fàcilment identificables, ja que el seu creixement és més localitzat i les colònies són diferenciables.

Com a paràsit estricte les mostres es recullen directament del possible punt d'infecció. Neisseria es desenvolupa sobre les mucoses especialment les de la uretra i del cèrvix uterí, però també sobre la mucosa anal i la conjuntiva. De forma secundària pot dispersar-se per via sanguínia a altres epitelis mucosos. La recollida de la mostra es pot fer mitjançant un frotis uretral o cervical amb un escovilló per tal d'absorbir aquest exsudat. També es pot recollir la primera micció matutina.
Si l'observació microscòpica directa d'aquesta mostra després d'una tinció Gram revela la presència de diplococs s'ha de considerar un diagnòstic presumptiu que hauria de ser confirmat amb proves bioquímiques o moleculars, ja que altres diplococs gram negatius poden forma part de la flora del tracte genital.
Totes les espècies del gènere Neisseria són de difícil cultiu, ja que requereixen la presència de nutrients específics per a ser cultivats. Per al seu aïllament en laboratori es fa servir comunament medis selectius que contenen, sang o hemoglobina escalfada, l'agar xocolata, i cultivats amb atmosferes enriquides amb 3-7% de diòxid de carboni. Neisseria també s'aïlla usant plaques d'agar Thayer-Martin amb tres antibiòtics diferents (Vancomicina, nistatina i colistina) i nutrients que faciliten la proliferació de d'espècies de Neisseria, i inhibeixen la proliferació de bacteris gram positius i la majoria dels bacils i fongs. La sembra es realitza per estria. La presència de colònies es confirma a les 24h i 48 h de cultiu. La presència de colònies de diplococs gram-negatius oxidasa positiu (tots els gonococs són oxidasa positius, és a dir que tenen citocrom c) és un altre diagnòstic presumptiu que s'ha d'acabar de confirmar amb la utilització de determinats monosacàrids per a la diagnosi definitiva del gonococ. Als darrers anys també existeixen proves de detecció basades en sondes d'ADN.

## Infecció i patologia
La capacitat patogènica del gonococ ve determinada per una lipoproteïna que actua com una endotoxina. També hi té un paper important la pilina que permet l'adhesió del microorganisme a la mucosa. Posteriorment la porina, P. I (Por), permet la seva entrada a les cèl·lules de l'epiteli per endocitosi. D'altra banda també produeix proteases, IgA1, que ataquen la cadena pesant de les immunoglobulines humanes permetent-li escapar al control per part del sistema immunitari
Els símptomes de la infecció amb N. gonorrhoeae poden variar depenent del lloc d'infecció. La infecció del tracte genital pot resultar en una descàrrega purulenta de la uretra, tot i que alguns cops pot no arribar a produir-se. Aquesta descàrrega pot associar-se amb mala olor, inflamació, envermelliment, inflor, disúria i sensació d'ardor en orinar. N. gonorrhoeae també pot causar conjuntivitis, faringitis, proctitis o uretritis, prostatitis i orquitis.
La conjuntivitis és la forma d'infecció més habitual en nadons i és un procediment generalitzat l'aplicació de nitrat de plata o antibiòtics si es sospita o se sap que la mare pateix gonocòccia genital per a prevenir-ne la infecció ocular durant el part. L'oftalmia neonatal, si no es tracta adequadament pot arribar a causar ceguesa o greus alteracions en la vista.
La disseminació de les infeccions pel gonococ poden comportar endocarditis, meningitis o síndrome gonocòccic dermatoartrític, aquest darrer es presenta amb artràlgia, tenosinovitis i dermatitis indolora no prurítica.
La infecció gonocòccica dels genitals en les dones pot resultar en la malaltia inflamatòria pelviana, si no es tracta, el que pot provocar infertilitat i embarassos ectòpics.

## Tractament i prevenció
La resistència del gonococ a la penicil·lina és força freqüent i l'adquisició d'aquestes resistències per transformació està documentada experimentalment. A principis de la dècada de 2000 la ceftriaxona (una cefalosporina de 3a generació) s'utilitzava sovint com a tractament d'elecció, en cas de soques resistents. També cal investigar la possible presència de coinfecció amb Chlamydia trachomatis.
La prevenció primària se centra principalment, segons la institució consultada, en l'abstinència sexual o l'ús de preservatius.